# ممشى ذو موضوع

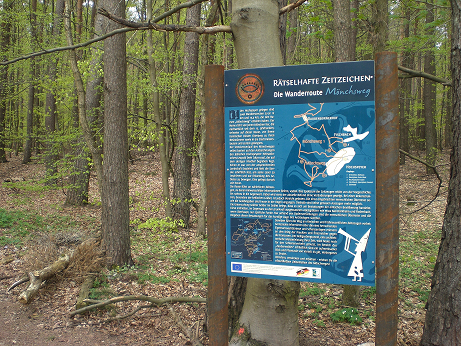
طريقة الرهبان ، مسيرة تحت عنوان قرب Hochspeyer ، ألمانيا

ممشى ذو موضوع (بالإنجليزية: Themed walk)‏ هو عبارة عن مسير توجد على طوله لوحات معلومات تغطي موضوعًا أو موضوعًا محددًا ، مثل التاريخ الإقليمي أو التاريخ الصناعي أو التعدين أو الغابات. غالبًا ما يتم تحديد ميزات الطبيعة (على سبيل المثال المستنقعات المرتفعة أو الموائل الحيوية ) أو الجيولوجيا كمسارات تعليمية خاصة. عادة ما تكون السلطات البلدية أو المجتمعات المحلية مسؤولة عن إنشائها وصيانتها.
طول المسارات عادةً تتكون من عدة كيلومترات وتستخدم للأغراض التعليمية والترفيهية . قد يقومون بربط الأماكن أو المباني أو الميزات الطبيعية التي لها سمة معينة مشتركة من خلال مسار مُأشَّر ، ولكن قد تحتوي أيضًا على معارض محددة بشكل محدد.
في حين أن المشي ذو موضوع غالبًا ما يكون مصممًا لتشجيع المشي ، إلا أن المسارات التعليمية ومسارات الطبيعة تميل إلى أن تكون تهدف أكثر إلى التعليم أو التدريب.
في النمسا هناك أكثر من 300 مماش ذو موضوع . تهدف هذه المسارات إلى إعطاء دفعة جديدة للسياحة الصيفية في جبال الألب ، ولكنها تساعد أيضًا في تحسين شبكة ممرات المشاة.